# アトウォーター係数
アトウォーター係数（Atwater system）とその係数の導出は食物の利用可能なエネルギーを計算するために使われる。ウィルバー・オリン・アトウォーターにちなんで名付けられた。この係数は、主にコネチカット州ミドルタウンのウェズリアン大学のアトウォーターと彼の同僚による実験的研究によって、19世紀後半から20世紀初頭に開発された。その使用は頻繁に論争の原因となっているが現実性のある代替案は提案されていない。窒素タンパク質換算係数と同様に、アトウォーターシステムは慣例であり、その限界は導出においても見ることができる。

## 導出
（アトウォーターによって使用される）「利用可能なエネルギー」は、現代で言うところの「代謝可能エネルギー（英:metabolisable energy(ME)）」である。
代謝可能エネルギー = （食品の総エネルギー） - （便、尿、分泌物およびガスでのエネルギー損失）
人間に関するほとんどの研究では、分泌やガスでの損失は無視される。爆発熱量計で測定される食品の総エネルギー（英:gross energy (GE)）は、近似システムにおける成分ータンパク質（英:protein） (GEp)、fat（英:fat） (GEf)、炭水化物（英:carbohydrate） (GEcho)（差し引きによる）の燃焼熱の合計に等しいとされる。
{\displaystyle {GE}={{GE}_{p}+{GE}_{f}+{GE}_{cho}}\,}
アトウォーターは、同じ方法で便（英:fece）のエネルギー値を考慮した。
{\displaystyle {GE}^{F}={{GE}_{p}^{F}+{GE}_{f}^{F}+{GE}_{cho}^{F}}\,}
利用可能な係数または現代的な用語で言うと「見かけの消化率」を測定することにより、アトウォーターは便のエネルギー損失を計算する係数を導き出した。（Digestible energy=消化可能なエネルギー）
{\displaystyle {\text{Digestible energy}}={{GE}_{p}(D_{p})}+{{GE}_{f}(D_{f})}+{{GE}_{cho}(D_{cho})}\,}
ここで、Dp、Df、およびDchoはそれぞれタンパク質、脂肪および炭水化物の消化率係数であり、問題の要素に対して
{\displaystyle {\frac {{\text{intake}}-{\text{faecal excretion}}}{\text{intake}}}}
上のように計算できるとする。（intake=摂取、faecal excretion=便排泄）
尿中損失は、尿中のエネルギー対窒素の比から計算した。実験的にこれは7.9kcal/g（33kJ/g）の尿窒素であり、したがって代謝可能なエネルギー（英:metabolisable energy(ME)）の方程式は以下のようになる。（式に含まれる6.25は窒素タンパク質換算係数に由来する。多くのタンパク質の16%は窒素（Nitrogen:N）であるため、N x 6.25でタンパク質の量が求まる。）
{\displaystyle {ME}=\left({GE}_{p}-{\frac {7.9}{6.25}}\right)D_{p}+{GE}_{f}D_{f}+{GE}_{cho}D_{cho}\,}

### 総エネルギー値
アトウォーターは、タンパク質、脂肪および炭水化物の燃焼熱の値を文献から収集し、測定もした。これらの値は資料によって異なるが、アトウォーターは彼の時代の典型的な混合食でのタンパク質、脂肪および炭水化物の総燃焼熱の重み付け値を導出した。これらの加重値は、食料品の成分が20世紀初頭に米国で食べられたものとは異なる個々の食品や食生活には無効であると主張されている。

### 見かけの消化吸収率
アトウォーターは多数の単純混合物の消化係数を測定し、代替実験では個々の食品の値が導かれた。これらは、混合食の消化係数の値を導き出すために加重された形で組み合わされた。これらを混合食で実験的に試験したところ、良い予測は得られず、アトウォーターは混合食の係数を調整した。

### 尿補正
尿中のエネルギー/窒素比はかなりばらつきがあり、エネルギー/有機物はそれほど変動しないが、エネルギー/窒素比の値はアトウォーターに実用的なアプローチを提供した。しかし、これは混乱を招き、エネルギー/窒素比の値は窒素バランスの主題にのみ適用された。

## 修正アトウォーター係数
アトウォーターの業績に基づき、炭水化物とタンパク質の場合は4kcal/g、脂質の場合は9kcal/gを使用して、食品のエネルギー含量を計算するのが一般的な方法になった。
アトウォーター係数は後にアメリカ合衆国農務省のアナベル・メリルとバーニス・ワットによって改善され、異なる食品の特定のカロリー変換因子が提案された。これは、第1に異なる食物源からのタンパク質、脂肪および炭水化物の総エネルギー値が異なること、第2に、異なる食品の成分の見かけの消化率が異なるという事実の認識を必要とする。
このシステムは、広範囲の単離されたタンパク質、脂肪および炭水化物の燃焼熱を測定することに依存している。また、食物の見かけの消化吸収率を測定するために、個々の食品を基礎的な食事に置き換えた消化率試験のデータにも依存している。このアプローチは、腸内の混合物中の食品間の相互作用がないという仮定に基づいている。実用的な観点からは、ヒトを用いた研究は必要な精度で制御することが困難である。

## 炭水化物の違いによる使用と食物繊維の影響に基づく仮定
炭水化物の違いによるアプローチはいくつかの問題を提起する。第一にそのアプローチは、糖、デンプン、利用できない炭水化物（食物繊維）を区別しない。
これは、まず炭水化物に割り当てられる総エネルギーに影響する。スクロースは3.95kcal/g（16.53kJ/g）の燃焼熱を持ち、デンプンは4.15kcal/g（17.36kJ/g）の燃焼熱を持つ。
第二に、そのアプローチは糖およびデンプンは事実上完全に消化吸収され、その燃焼熱と同等の代謝可能なエネルギーを提供するという事実を提供しない。
利用不可能な炭水化物（食物繊維）は、大腸において様々な程度まで分解される。この微生物消化の生成物は、脂肪酸、CO2（二酸化炭素）、メタンおよび水素である。脂肪酸（酢酸塩、酪酸塩およびプロピオン酸塩）は大腸に吸収され、代謝可能なエネルギーを提供する。分解の程度は、食物繊維の供給源（その組成および分割状態）および食物繊維を消費する個体に依存する。この情報源から入手可能なエネルギーについての堅固な指針を与えるためのデータは不十分である。
最後に、食物繊維は窒素と脂肪の便損失に影響を及ぼす。脂肪の損失の増加が小腸の吸収に及ぼす影響によるものかどうかは不明である。高繊維食の便窒素損失の増加は、おそらく、便の細菌窒素含有量の増加によるものであろう。しかしながら、これらの効果は両方とも、見かけの消化率の低下を招くため、アトウォーター係数は、それらの食事の適切なエネルギー変換係数の小さな変化を正当化する。

## エネルギー値の計算に関する理論的および実用的考察

### 食糧構成要素の燃焼熱の変動

#### タンパク質
この変動の大きさに関する実験的証拠は非常に限られているが、個々のアミノ酸の燃焼熱が異なるので、異なるタンパク質間の燃焼熱の変動を予想することは合理的である。コングルチン（青花ルピナス由来）の5.48からホルデイン（大麦由来）の5.92までの観察された範囲が報告されており、これはアトウォーターの範囲のゼラチンの場合の5.27のと小麦グルテンの場合の5.95に比較される。燃焼熱の一部が正確に分からないため、アミノ酸データからタンパク質の期待値を計算することは困難である。牛乳の予備計算では、約5.5kcal/g（23.0kJ/g）の値が示唆されている。

#### 脂肪
同様に、実験的な証拠は限られているが、脂肪酸の燃焼熱が異なるため、脂肪によって燃焼熱の変動が予想される。しかし、これらの違いは比較的小さい。例えば、母乳脂肪は計算された燃焼熱が9.37kcal/g（39.2kJ/g）であり、牛乳脂肪は9.19kcal/g（38.5kJ/g）である。

#### 炭水化物
単糖は、約3.75kcal/g（15.7kJ/g）、二糖類は3.95kcal/g（16.5kJ/g）、そして多糖類は4.15〜4.20kcal/g（17.4〜17.6kJ/g）の燃焼熱を有する。加水分解の熱は非常に小さく、これらの値は単糖ベースで計算した場合、本質的に同等である。したがって、100gのショ糖（二糖類）が105.6gの単糖に加水分解を起こし、100gのデンプン（多糖類）が110gのグルコース（単糖）を加水分解する。

### 見かけの消化吸収率
ヒトの消化管は非常に効率的な臓器であり、窒素含有物質および脂肪の便排泄は、摂取量のわずかな割合（通常は10％未満）である。アトウォーターは、便排泄は、吸収されない腸分泌物、細菌物質および代謝物、粘膜細胞、粘液、およびわずかしか吸収されない食物成分の複雑な混合物であることを認識していた。これは、消化率ではなく利用可能という言葉を使うことを選択した理由の1つかもしれない。彼の見解では、これらの便成分は本当に入手できず、便排泄の性質を明らかに無視することは実用的な文脈で正当化されたということだった。
便排泄が小さい場合はいつでも、比率{\displaystyle {\frac {{\text{intake}}-{\text{faecal excretion}}}{\text{intake}}}}は1に近似するので、これらの係数は低い分散を有し、定数の出現を有する（intake=摂取、faecal excretion=便排泄）。これは便排泄が一定の食事であっても変わることがあり、便排泄が実際にこれらの係数によって示唆されている方法で摂取に関連していることを示唆する証拠はないため、信頼性が低いと言える。

### 食品と食事のエネルギー値の計算における実用的考察
エネルギー値の計算は、直接測定の代替手段とみなされなければならず、したがって直接測定と比較した場合、いくつかの不正確さに結びつく可能性が高い。その不正確さはいくつかの理由により生じる。
- 食品組成のバリエーション：食品は生物学的混合物であり、特に水分および脂肪含有量に関して組成のかなりのバリエーションを示す。これは、食品組成表中の食品の代表サンプルについて引用された組成値が、個々の食品のサンプルに必ずしも適用されるとは限らないことを意味する。大きな精度が要求される研究では、摂取された食品のサンプルを分析する必要がある。
- 食物摂取量の測定：エネルギー摂取量の推定では、食物摂取量の測定が行われ、これらはかなりの不確実性の影響を受けることが知られている。非常に厳密な監督のもとでの研究においても、個々の食品の計量誤差は±5％以下になることはめったにない。したがって、エネルギー摂取量を計算する手順を評価する際には、ある程度の実用主義を使用しなければならず、多くの著者は計算されたエネルギー摂取量の正確さを正当化できるよりも大きく主張している。
- 個体差：すべての人間の研究では個体の変異が見られるが、これらの変異はほとんどの計算では考慮されていない。

アトウォーター係数に固有の仮定に対する理論的および生理学的反論は存在するものの、上記の実用的な問題よりもはるかに小さいエラーにしかつながらない可能性がある。換算要因は、乳児の実験研究から得られたものであるが、そこで求められた代謝可能なエネルギー摂取量の値は、修正アトウォーター係数を直接適用して得られた値とわずかにしか違わなかった。

## 関連用語
- 生理的熱量
- 熱量計

## 関連文献
- U.S. Department of Agriculture – Agricultural Research Service: Founding American Nutrition Science – Wilbur Olin Atwater